# Улица Иовлева (Казань)
Улица Иовлева (тат. Иовлев урамы, İovlev uramı) — улица в  историческом районе Адмиралтейская слобода Кировского района Казани. Названа в честь Героя Советского Союза и жителя Адмиралтейской слободы Владимира Иовлева (1920—1944).

## География
Пересекается со следующими  улицами:
- Кожевенная улица

## История
Постановлением Главы администрации Казани № 741 от 8 апреля 2005 года часть улицы Серп и Молот от ул. Клары Цеткин до ул. Гладилова была названа улицей Иовлева.

## Примечательные объекты
- б/н — Павловские казармы.[3]
- № 3 — Войсковая часть № 5561 Управления Федеральной службы войск национальной гвардии Российской Федерации по Республике Татарстан[4].